# Крепость Махмуд
Крепость Махмуд — крепость в селе Махмудавар Масаллинского района Азербайджанской Республики. Считается средневековым памятником. Площадь крепости составляла около 4-5 га, а высота — 6-7 метров.

## История
На территории села Махмудавар находилась средневековая крепость городского типа. Крепость построил феодал по имени Махмуд, который был очень влиятельным человеком. Названия  села, реки и крепости до сих пор ассоциируется с Махмудом, подтверждают наше мнение. Впервые о крепости Махмуд в печати сообщил исследователь-историк Абдулрыза Ахмедов в 1965 году. По его словам, «Крепость Махмуд, руины которой видны сейчас, построена в средние века. Она имеет общую площадь 3-4 га и состоит из земляной стены и рва вокруг форта. Некоторые части рва имеют ширину более 3-4 метров. По словам старейшин старой деревни, раньше стены крепости были очень высокими, и посторонние не видели домов и деревьев внутри крепости.
С целью изучения истории крепости Махмуд в 1989 году археологи Института истории НАНА посетили село Махмудавар, посетили крепость Махмуд, определили несколько захоронений в селе и составили археологическую карту Махмудавара. Археолог Абузар Алекперов, философ-историк, описал крепость Махмуд следующим образом: «Махмудавар был городом в средние века. В этом замке отражены все черты, характерные для средневековых городских замков. Стены крепости окружены специальной траншеей для защиты. Различные образцы средневековой керамики, найденные внутри и вокруг замка, показывают, что замок был частью города и расположен в его центре. Скорее всего, замок принадлежал Махмуд-хану, заложившему здесь фундамент. То, что в городе есть особое кладбище, может подтвердить наше мнение. Хотя позже город пришел в упадок, его остатки сохранились».
Обнаружение большого количества образцов денег и оружия, украшений, инструментов и керамики в крепости Махмуд время от времени подтверждает, что это было важное поселение. Сегодня нет никаких следов крепости Махмуда. Крепость была снесена, ее развалины раздали публике как двор, здесь построили дома. Распределение территории крепости Махмуд под приусадебный участок привело к разрушению еще одного памятника, пережившего определенный период нашей истории. Даже сегодня жители села называют территорию внутри крепости «Гала» (Gala), а людей, живущих здесь, «Galavoj» (крепость).